# Pink Peacock
Pink Peacock (en yidis: די ראָזעווע פּאַווע, Di Rozeve Pave; en español: el pavo rosa) fue una cafetería–infoshop situada en Glasgow. Descrita por sus fundadores como antisionista y "el primer café paga-lo-que-puedas queer yidis anarquista y vegano del mundo", abrió físicamente en 2021, tras ser retrasado por la pandemia de COVID-19, y anunció su cierre en junio de 2023.

## Establecimiento

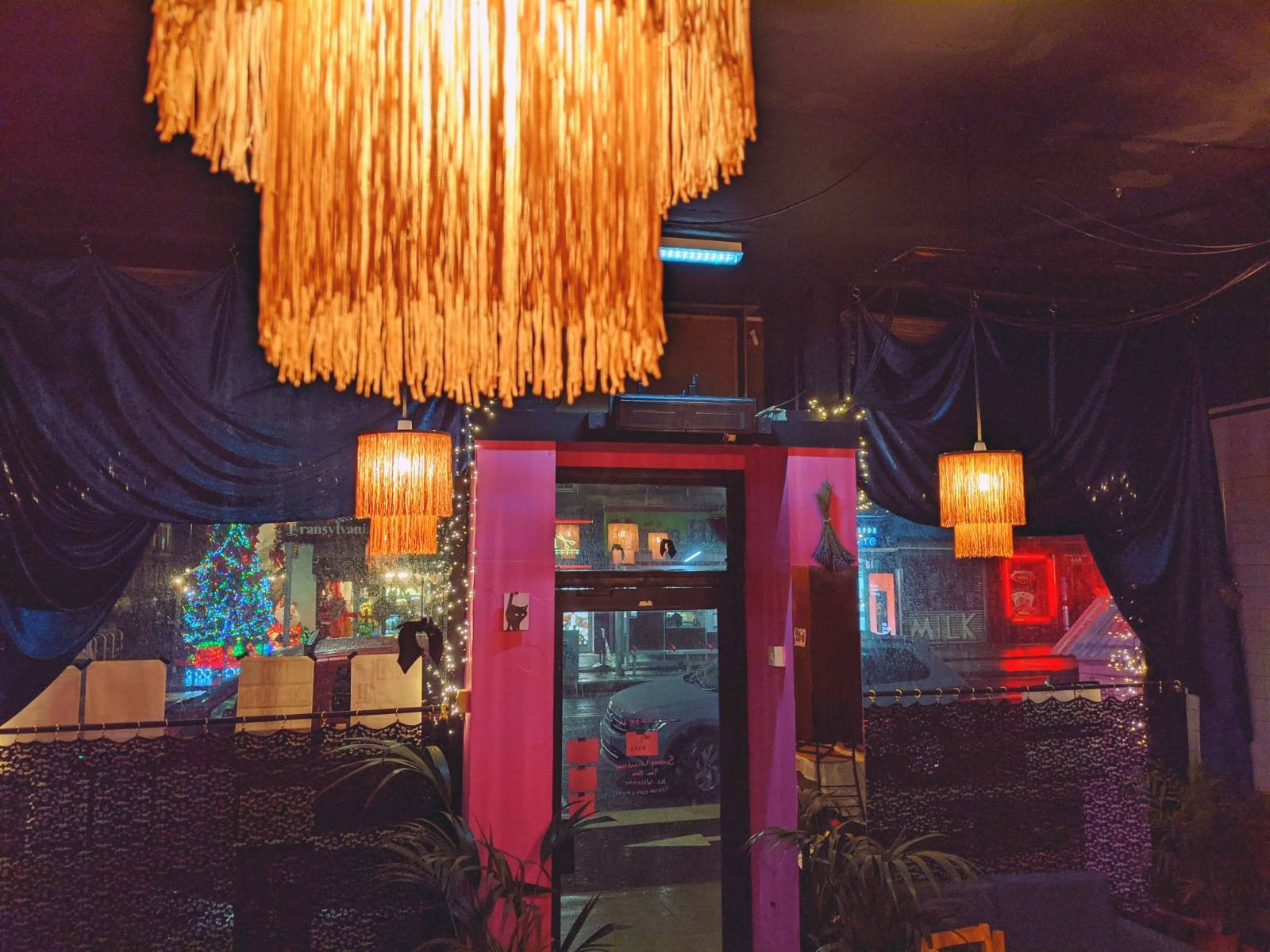
Interior de la cafetería en noviembre de 2021

Pink Peacock fue fundado por Morgan Holleb y Joe Issac, ambos participantes activos en Irn-Ju, un colectivo anarquista judío de Escocia. Seleccionaron el nombre de Pink Peacock, o די ראָזעווע פּאַווע (di rozeve pave) en Yidis, en referencia al pavo dorado, un símbolo tradicional yidis. Les motivó la falta de espacios queer y judíos en Glasgow, y la falta de espacios Yidis en Escocia; La cafetería fue el primer espacio físico centrado en la cultura yidis abierto en décadas.
En julio de 2020, Pink Peacock inició una campaña de micromecenazgo con el objetivo de recibir 10.000 libras para cubrir los costes de mantener abierto el local por tres meses. Consiguieron reunir un total de 15.885 libras cuando terminó la campaña en agosto de 2020.
La pandemia de COVID-19 interrumpió la inauguración planeada para el café. Durante las cuarentenas, Isaac y Holleb distribuyeron paquetes de comida en Govanhill y organizaron varios eventos queer y judíos en línea.

## Funcionamiento

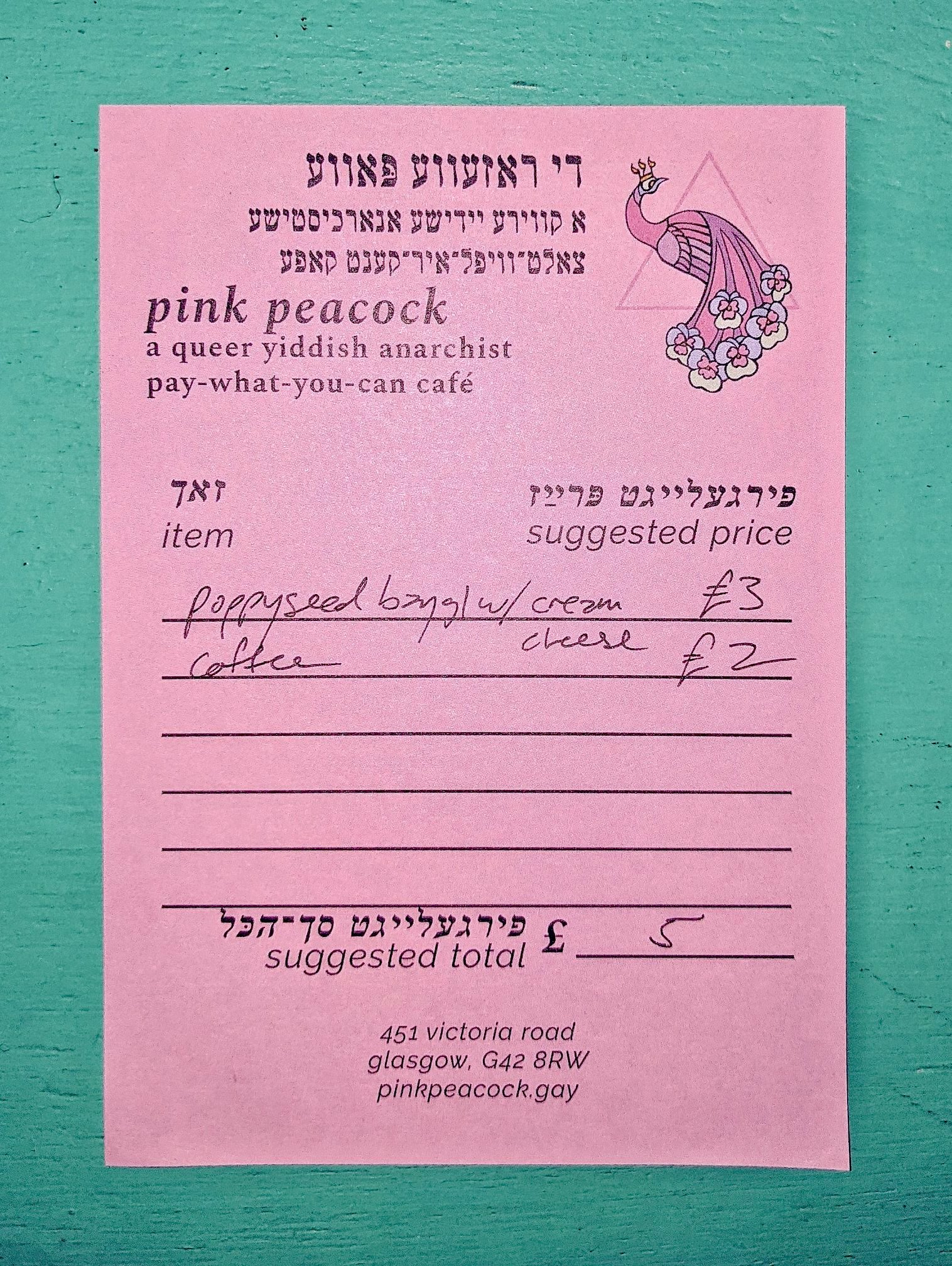
Recibo del café Pink Peacock, con precio sugerido

Pink Peacock operaba bajo el modelo paga lo que puedas, dando sus clientes el precio sostenible pero permitiéndoles pagar cualquier cantidad. La cafetería era libre de alcohol y era vegano, y tenía un refrigerador comunitario afuera del café lleno de comida. Además de comida, vendían lo que Jewish Currents describió en 2021 como "mercancía judía de izquierdas". El café estaba dirigido como una cooperativa por sus trabajadores y miembros de la comunidad.

### Uso del yidis
Pink Peacock mantuvo una versión en yidis de su página web, y usó el idioma en Twitter, al contrario que muchas otras organizaciones centradas en el idioma y culturas yidis. En un artículo de 2020 para la Agencia Telegráfica Judía, Holleb explicó que "el yidis es una manera de conectar con una lengua judía que no es hebreo moderno. No hay una nación yidis. Es una lengua de la diáspora."

### Política antipolicial y polémica con las bolsas de tela
En junio de 2021, Pink Peacock fue sujeto de un artículo en el tabloide The Scottish Sun, que criticó su política de "no policías, no terfs". En consecuencia, el escaparate de la cafetería fue vandalizado por un hombre que pintó sobre él. También fue vandalizado un mes antes de estos eventos, siendo atacado y sus ventanas rotas en mayo de 2021, en un incidente que también atacó a sucursales de Farmfoods y Semichem. Además, la cobertura de la noticia llevó a quejas al café por exponer en el escaparate una bolsa de tela rosa con las palabras "que le jodan a la policía" en inglés y yidis, lo que a su vez llevó a que la Policía de Escocia visitase las casas de Holleb e Isaac. Holleb recibió cargos por alterar la paz, y la policía de Glasgow confiscó una bolsa de tela de Pink Peacock como prueba. Después de la confiscación, que fue publicitada en medios locales y en la cuenta de Twitter de Pink Peacock, todas las bolsas restantes fueron vendidas.

### Venta de llaves para abrir esposas
El 30 de septiembre, el café comenzó a vender llaves universales para esposas. Recibieron críticas en internet al coincidir con la sentencia a un agente de policía encarcelado por asesinar a Sarah Everard después de arrestarla falsamente y retenerla con esposas. La cafetería después publicó una declaración asegurando que las llaves habían sido promocionadas con las protestas contra la Conferencia de las Naciones Unidas sobre el Cambio Climático en mente y no el caso de Sarah Everard, y que el momento de hacerlo fue una falta de tacto.

### Quema de libros
En mayo de 2023, para la festividad judía de Lag BaOmer, miembros de Pink Peacock quemaron una copia de Harry Potter y la Orden del Fénix en la acera afuera de la cafetería, para protestar contra la transfobia y el antisemitismo de la autora J. K. Rowling. Un portavoz negó las similitudes con las quemas nazis de libros, debido a las diferencias de poder entre un gobierno y una cafetería.

### Clausura
Pink Peacock cerró el 14 de junio de 2023, citando la organización diferentes motivos incluyendo el cansancio y desgaste emocional, las reacciones negativas de miembros de derecha política, antisemitismo desde la izquierda y la derecha, y racismo ocurrido dentro del colectivo a miembros de él pertenecientes a minorías. Un voluntario dijo que el café había sido objeto de rumores de otros grupos de izquierda diciendo que los miembros eran en realidad judíos americanos secretamente ricos que estaban explotando a trabajadores.